# Antoine Rossignol

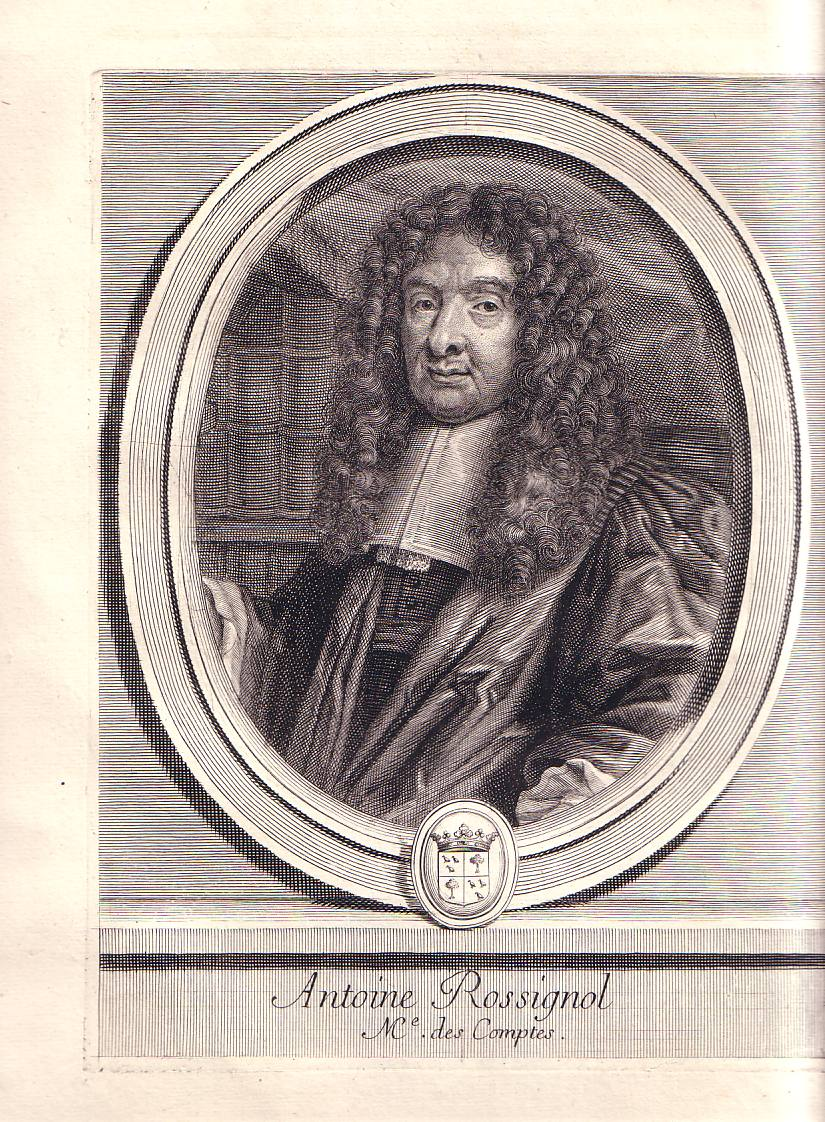
Antoine Rossignol

Antoine Rossignol (1600–1682) was een Frans wiskundige en cryptograaf voor de Franse Cabinet noir (zwarte kamer). 
Tijdens het beleg van Réalmont in 1626 door prins Condé (Hendrik II) viel een boodschapper van de hugenoten in handen van de belegeraars. In zijn bezit was een brief met dusdanig slechte poëzie dat men onmiddellijk geheimschrift vermoedde. Noch de prins noch zijn stafleden wisten het bericht te ontcijferen waarop de prins besloot de nabij wonende wiskundige (Antoine Rossignol) te ontbieden. Deze ontdekte dat het bericht door middel van een cardanus-rooster versleuteld was en ontcijferde het spoedig. Hierop stuurde de prins onder luid trompetgeschal een heraut naar de stad die aan de hugenoten kenbaar maakte dat hun geheimschrift was gebroken waarop zij zich prompt overgaven. 
Dit bracht Antoine onder de aandacht van Kardinaal de Richelieu die zijn hulp inriep bij het beleg van La Rochelle. Nadien bleef Rossignol werkzaam als cryptograaf aan het Franse hof. Hij ontwierp vele verbeteringen van substitutiecijfers en wordt gezien als een van de meest geniale klassieke cryptografen.
Samen met zijn zoon, Bonaventure Rossignol, ontwierp hij het Grote Geheimschrift van Lodewijk XIV. Na de dood van zijn kleinzoon, Antoine-Bonaventure Rossignol, tevens cryptograaf, raakte dit geheimschrift in onbruik. Vanwege het ontbreken van de sleutel en kennis aangaande het algoritme zou het tot aan het eind van de 19e eeuw duren voordat de Frans deskundige Étienne Bazeries het ontcijferde.
De cryptografische wet: "Een geheimschrift dient veilig genoeg te zijn om te zorgen dat tegen de tijd dat het geheimschrift ontcijferd wordt, het te laat is om van waarde te zijn" wordt aan Antoine Rossignol toegeschreven.